# Miraç Barik
Miraç Barik (* 10. Dezember 1986 in Samsun) ist ein türkischer Fußballtorhüter.

## Karriere
Barik begann mit dem Vereinsfußball 1998 in der Jugend von Yenikapı Gençlerbirliği und durchlief dann die Jugendmannschaften mehrerer Amateurteams. Im Frühjahr 2007 wechselte er als Profispieler zum Viertligisten Ceyhanspor. Hier kam er bis zum Saisonende in drei Ligaspielen zum Einsatz, ehe er zum Saisonende den Verein verließ und zum Ligakonkurrenten Cizrespor wechselte. Anschließend spielte er für diverse Vereine der TFF 3. Lig ohne sich bei einem Verein als Stammtorhüter durchsetzen zu können. Zum Sommer 2010 wechselte er zum Drittligisten Tokatspor und kam bis zum Saisonende in zwei Ligaspielen zum Einsatz. Im Frühjahr 2011 verließ er Tokatspor und blieb bis zum Frühjahr 2013 vereinslos. Anschließend heuerte er beim Drittligisten Kahramanmaraşspor an. Mit diesem Verein beendete er die Saison 2012/13 als Meister und stieg in die TFF 1. Lig auf.

## Erfolge
mit Kahramanmaraşspor
- Meister der TFF 2. Lig 2012/13 und Aufstieg in die TFF 1. Lig